# Enno Lolling
Enno Lolling (* 19. Juli 1888 in Köln; † 27. Mai 1945 in Flensburg) war ein deutscher Arzt und als Mitglied der SS zunächst als „Lagerarzt“ im Konzentrationslager Dachau wie auch später an leitender Stelle im Konzentrationslager Sachsenhausen tätig.

## Frühe Jahre
Lolling schloss seine gymnasiale Schullaufbahn in Hagen 1908 mit dem Abitur ab. Er studierte für zehn Semester Medizin an der Kaiser Wilhelms-Akademie für das Militärärztliche Bildungswesen in Berlin, schloss mit dem Staatsexamen ab, wurde am 3. August 1914 approbiert und am 4. November 1914 bei Walter Stoeckel an der Universität Kiel zum Dr. med. promoviert. Seine Dissertation trägt den Titel Über die Operation des Empyems und ihre Erfolge.

## Reichswehrzeit
Bei der deutschen Armee leistete er zunächst ein Freiwilligenjahr von 1907 bis 1908 ab, bei der Kaiserlichen Marine diente er vom 1. April 1908 bis 17. Januar 1919, zum Marineunterarzt wurde er am 1. März 1913 ernannt. Nach seiner Approbation 1914 wurde er zum Marineassistenzarzt (MAssA) ernannt und war in dieser Zeit in Groß Flottbeck bei Hamburg stationiert. Am 24. Mai 1916 wurde Lolling zum Marineoberassistenzarzt (MOAssA), am 18. August 1918 zum Marinestabsarzt (MStA) befördert.
Im Ersten Weltkrieg war er Assistenzarzt an Bord der Wittelsbach bis November 1915, Schiffsarzt auf der Pfeil bis Januar 1917, Assistenzarzt auf der Hannover bis August 1917, Assistenzarzt im Marinelazarett Mürwik bis April 1918, Assistenzarzt bei der I. Seefliegerabteilung bis Juni 1918, danach Assistenzarzt des II. Küsten-Bataillons in Flandern bis Kriegsende. Ende Januar 1919 schied er aus der Armee aus und war danach als Mediziner in Neustrelitz tätig. Er war Mitglied und Mensurarzt der Burschenschaft Normannia zu Strelitz (heute Burschenschaft Normannia-Nibelungen zu Bielefeld).

## Karriere im Nationalsozialismus
Wahrscheinlich war er schon ab 1923 Mitglied der SA. Am 28. August 1933 trat er in die SS ein (SS-Nummer 179.765). Am 13. September 1936 wurde er zum Hauptsturmführer ernannt. Vom 2. Mai bis 29. Mai 1936 leistete Lolling eine Übung bei der Reichsmarine ab. Am 30. Juli 1936 musste er eine Erklärung abgeben, dass er seit 1932 kein Morphium mehr nehme und somit auch nicht drogenabhängig sei.
Lolling wurde als Allgemeinmediziner geführt und war September 1936 als SS-Staffelarzt und Truppenarzt bei der Verfügungstruppe an der SS-Führerschule in Bad Tölz eingesetzt und ab Anfang November 1936 Mediziner im SS-Lazarett Dachau. Am 31. Mai 1937 beantragte er die Aufnahme in die NSDAP und wurde rückwirkend zum 1. Mai desselben Jahres aufgenommen (Mitgliedsnummer 4.691.483).
Ab Anfang Dezember 1939 war Lolling bei der SS-Division Totenkopf eingesetzt. Vom 6. Mai 1940 bis 11. Februar 1941 war er als Lagerarzt im KZ Dachau tätig, zum 12. Februar 1941 berief das SS-Führungshauptamt den Chef des Sanitätsamtes Enno Lolling zum Leitenden Arzt des KZ Sachsenhausen.
Schon ab Anfang Juni 1941 wurde er als Leitender Arzt bei der Inspektion der Konzentrationslager in Oranienburg geführt. Damit war er Vorgesetzter aller Lagerärzte in den Konzentrationslagern der SS. Nach Umstrukturierungen firmierte Lolling ab 3. März 1942 als Chef des „Amtes D III des SS-Wirtschafts- und Verwaltungshauptamtes für Sanitätswesen und Lagerhygiene“. Von Mai bis Juli 1942 musste Lolling den Posten krankheitsbedingt verlassen und wurde in diesem Zeitraum von Julius Muthig vertreten. Danach war er bis Kriegsende, seit 9. November 1943 im Rang eines SS-Standartenführers, wieder in gleicher Funktion tätig.

## Verantwortlichkeiten
Die Lagerärzte, für deren Wirken Lolling als Vorgesetzter verantwortlich war, hatten alle Vernichtungsaktionen zu begleiten und waren regelmäßig bei den Vergasungen anwesend. Desinfektoren aller Konzentrationslager, die zentral in Oranienburg zum Umgang mit Zyklon B bei der Entwesung geschult wurden, wurden darüber informiert, dass damit im Osten auch Menschen in Lagern getötet würden. Lolling wies die Kursteilnehmer darauf hin, sie müssten – wenn ein entsprechender Befehl käme – bereit sein, diesen auszuführen.
Im Herbst 1941 teilte Lolling dem 1. Lagerarzt des Konzentrationslagers Dachau mit, eine Kommission unter Leitung von Werner Heyde werde dort arbeitsunfähige Häftlinge selektieren und zur Vergasung nach Mauthausen schicken. Vermutlich im Mai 1942 befahl Lolling dem Lagerarzt Friedrich Entress, unheilbar Geisteskranke, unheilbar Tuberkulöse und dauernd Arbeitsunfähige mit Phenolspritzen zu töten. Im Winter 1942 wurde die Anordnung ausgedehnt auf kranke Häftlinge, deren Genesung länger als vier Wochen dauern würde. Lolling genehmigte 1944 Menschenversuche für einen Fleckfieberimpfstoff und war später anwesend, als die tödliche Wirkung einer Zyankalikapsel erprobt wurde.
Zum Kriegsende flüchtete Lolling über die sogenannte Rattenlinie Nord in den Sonderbereich Mürwik. Der 56-jährige beging dort am 27. Mai 1945 im Reservelazarett Suizid. Lolling wurde nach Kriegsende in den Ravensbrück-Prozessen vom angeklagten medizinischen Personal immer wieder als Verantwortlicher genannt. Andere Täter, die sich vor Gericht verantworten mussten, schilderten Lolling als völlig inkompetent und dem Alkohol verfallen.